# 加埃尔·蒙蒂雷尔
加埃尔·蒙蒂雷尔（法語：Gaël Monthurel，1966年1月22日—），法国男子手球运动员。他曾代表法国国家队参加1992年和1996年夏季奥林匹克运动会手球比赛，其中1992年奥运会获得一枚铜牌。